# プロ野球 ファミスタDS2010
『プロ野球 ファミスタDS2010』（プロやきゅう ファミスタディーエス2010）は、バンダイナムコゲームス（ナムコレーベル）より2010年3月25日に発売されたニンテンドーDS用ソフト。
DSにおけるファミスタシリーズ第3作。

## 概要
2010年開幕予想選手データが収録されているほか、日本プロ野球のフランチャイズ13球場が実名で収録されている。また、プロ野球OBで構成された「レジェンドヒーローズ」、WBC出場国をイメージしたチーム（選手名は地名をもじったオリジナル）、戦国武将をイメージした「せんごくサムライズ」、ロボット選手で構成された「メカニカルロボッツ」、恒例の「ナムコスターズ」およびその強化版の「ブラックナムコスターズ」が用意されている。また、パスワードを入力することにより、漫画『ドラベース』の主人公チーム「江戸川ドラーズ」の選手が使用できるようになる。

## マイカード
当作から、利き手、ポジション、経歴、アピールポイントのパラメータを決め、ミニゲームの結果に応じた能力ポイントを付与することによって最大12人までオリジナル選手を作成できる「マイカード」機能が付いた。このマイカードでは、パラメータをある決まった組み合わせにする（この組み合わせはゲームに登場していない選手を連想させるものになっている）ことにより、「スター選手」を作成することができるようになっている。

## FBC（ファミスタ・ベースボール・チャンピオンシップ）
WBC風の勝ち抜き戦モード「FBC（ファミスタ・ベースボール・チャンピオンシップ）」を収録。自分で作ったドリームチームで世界の強豪と対戦できる。